# リオジャヴェナトリクス
リオジャヴェナトリクス（学名： Riojavenatrix）は、前期白亜紀のスペインに生息していたスピノサウルス科の獣脚類。

## 発見と命名
1983年にスピノサウルス科の断片的な顎と歯が発見され、2005年にその他の部分骨格が得られた。これは当初バリオニクスと同定されたが、検証の結果新たな属を示すことがわかり、記載されるに至った。
脊椎、骨盤、後肢がホロタイプ標本に指定されている。
属名は「ラ・リオハ州の狩人」の意味。
種小名のlacustrisはラテン語で「湖の」の意味。

## 特徴
全長7−8メートル、体重1.5トンと推定される。
主に魚食生だが陸の獲物を襲うこともできたと考えられる。

## 分類
記載論文では、リオジャヴェナトリクスはバリオニクス亜科に属するとされている。